# Jaska W. Raatikainen
Jaska Ilmari Raatikainen, o Jaska W. Raatikaine (Espoo, 18 luglio 1979), è un batterista finlandese.
È uno dei membri fondatori dei Children of Bodom, ed è stato loro batterista dal 1997 al 2019, anno dello scioglimento del gruppo.

## Biografia
Il primo strumento musicale che ha suonato è stato il pianoforte e, durante la sua infanzia, ha suonato anche il corno in una grande banda. Solo all'età di 12 anni ha iniziato a suonare la batteria, ispirato da musicisti come Scott Travis dei Judas Priest e Mikkey Dee dei Motörhead.
Nel 1993 Jaska conosce Alexi Laiho a scuola e subito si accorsero di avere idee e gusti musicali simili. Così cominciarono a suonare assieme e a pensare alla band che avrebbero formato, ossia gli Inhearted, che più tardi cambiarono il loro nome in Children of Bodom. Jaska ha avuto un ruolo fondamentale nella creazione della band, è infatti grazie a lui che Alexander Kuoppala e Janne Wirman hanno raggiunto il gruppo.

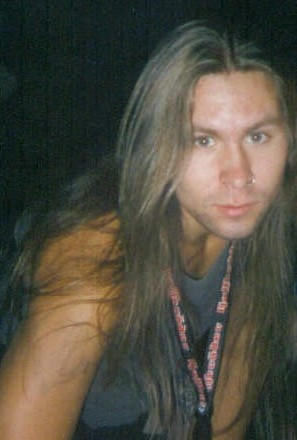
Jaska al Wacken Open Air 2002

È una persona tranquilla e riservata a cui piace passare molto tempo in solitudine. Le interviste con lui sono molto rare e pur essendo un membro fondatore lascia questo compito ad Alexi e Henkka Seppälä.
Jaska ha avuto diversi altri progetti, alcuni di loro indipendenti dalla musica. Nel 2000 il direttore di una famosa soap opera finlandese (Siam Työt) gli ha chiesto di recitare; ha avuto il ruolo di un personaggio chiamato Rauli per tre episodi, fino alla tragica morte del personaggio. Aveva sempre sognato di recitare ma non intende continuare questa carriera.
Ha anche aiutato altre band quando hanno avuto bisogno di un batterista. Nel 2000 durante il tour europeo dei Sinergy Tommi Lillman, il batterista del gruppo, si è rotto una gamba tre giorni prima dell'inizio. Jaska ha imparato velocemente dieci canzoni dei Sinergy ed ha rimpiazzato Tommi. Nel booklet dell'album On the Suicide By My Side dei Sinergy la band ha dedicato a Jaska le parole "Hai salvato il nostro tour".
Jaska ha suonato negli album dei Virtuocity e degli Evemaster, ma poiché entrambe le band non si esibiscono live ciò non ha rubato troppo tempo al suo lavoro con i Children of Bodom.
Nel 2002 Jaska ha suonato un paio di cover dei Death assieme ai Norther per il tributo a Chuck Schuldiner.
Insieme a Kristian Ranta dei Norther nel 2003 ha fondato la band Gashouse Garden, con la quale ha registrato un demo negli Janne Warman's studio a Helsinki.
Jaska utilizza batterie Pearl, piatti Meinl, pelli Evans e bacchette Pro-Mark.